# Jobaria
A Jobaria a sauropoda dinoszauruszok egyik neme, melyet a Szaharában fedeztek fel 1997-ben. Nevét a helyi legendákban szereplő Jobar nevű lény után kapta, és az elképzelés szerint 18 méter hosszú lehetett. A Tiouraren-formációban fedezték fel, melyről eredetileg azt gondolták, hogy a kora kréta korban, a hauterivi–barremi korszakban, mintegy 136–125 millió évvel ezelőtt keletkezett. A kőzetrétegek újabb vizsgálata során azonban kiderült, hogy valószínűleg a középső jura korban, a bath–oxfordi korszakban, 164–161 millió évvel ezelőtt jöttek létre.

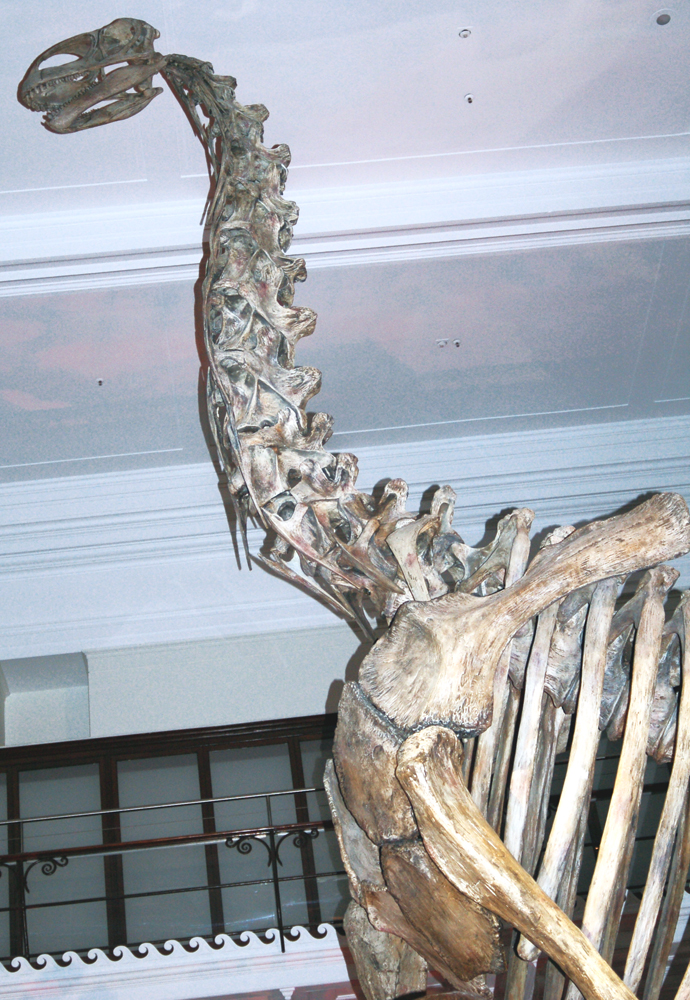
A Jobaria csontvázának felállított másolata az Ausztrál Múzeumban (Australian Museum), Sydneyben

A Jobaria nagyon kezdetleges sauropodának tűnik. Bazális macronariaként, illetve a neosauropodák közé nem tartozó eusauropodaként, a neosauropoda kládhoz képest bazális taxonként sorolták be.
A Jobaria hátgerince és farka egyszerű a későbbi észak-amerikai sauropodák, például a Diplodocus és az Apatosaurus összetett csigolyáihoz és ostorszerű farkához viszonyítva.

## Testhelyzet

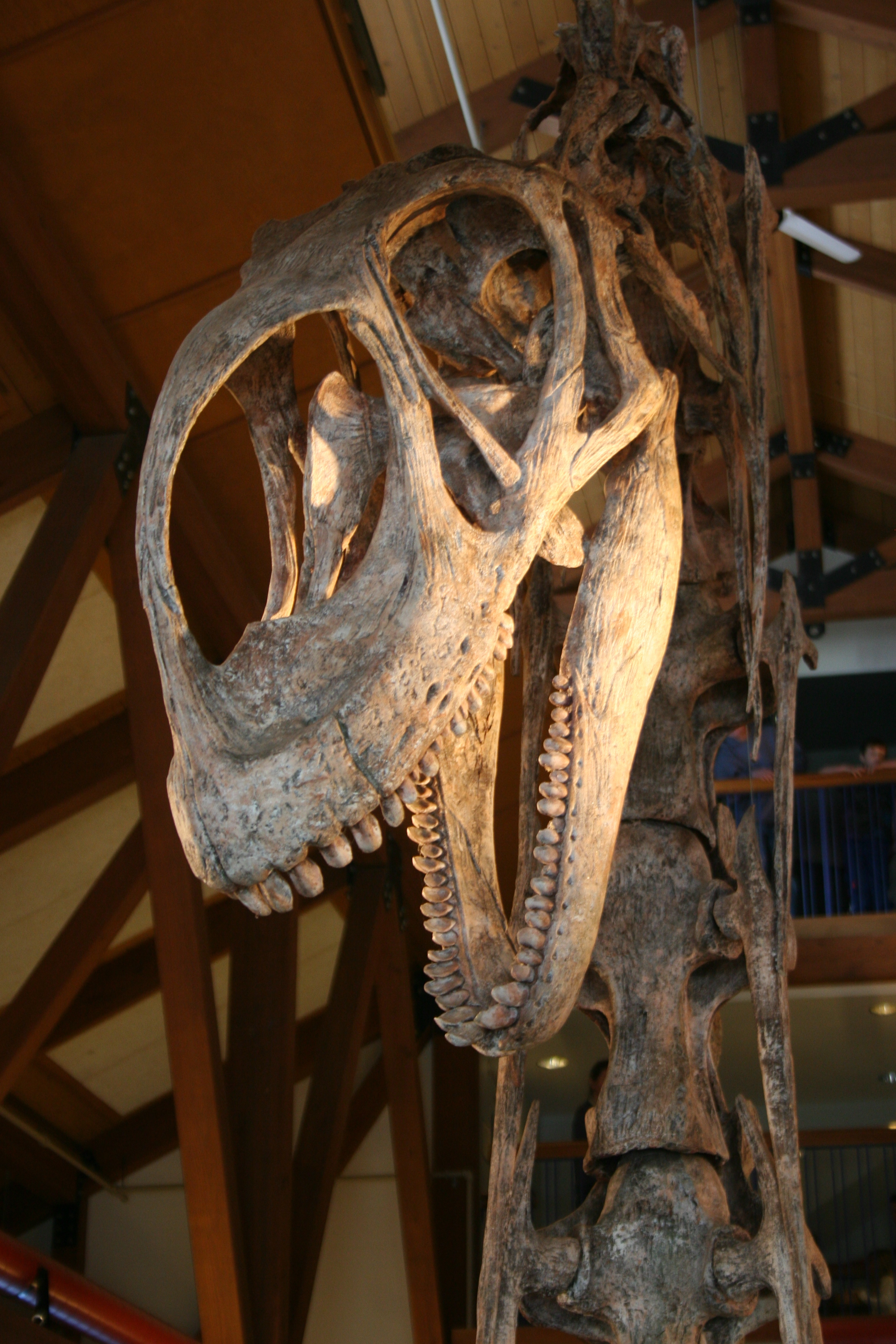
A Montshire-i Tudomány Múzeuma (Montshire Museum of Science) csontváz másolata

Paul Sereno a Jobaria felkarcsontjának és combcsontjának körméret arányát a ma élő elefántokéval összevetve megállapította, hogy a Jobaria képes lehetett a hátsó lábaira felágaskodni. A Jobaria súlyeloszlása azt jelzi, hogy az állatot (az elefánthoz hasonlóan) inkább a hátsó lábak tartották, mint a mellsők, így mivel az elefánt képes felágaskodni, ezt a Jobaria elméletileg még könnyebben megtehette.

## Fordítás
- Ez a szócikk részben vagy egészben a Jobaria című angol Wikipédia-szócikk ezen változatának fordításán alapul.  Az eredeti cikk szerkesztőit annak laptörténete sorolja fel. Ez a jelzés csupán a megfogalmazás eredetét és a szerzői jogokat jelzi, nem szolgál a cikkben szereplő információk forrásmegjelöléseként.

## Külső hivatkozások
- 1997 Expedition to Niger. Project Exploration. [2006. január 4-i dátummal az eredetiből archiválva]. (Hozzáférés: 2010. október 15.)
- Jobaria. Dino Directory. Natural History Museum. [2007. december 10-i dátummal az eredetiből archiválva]. (Hozzáférés: 2010. október 15.)